# Krakatau (zespół muzyczny)
Krakatau – indonezyjski zespół muzyczny, założony w 1985 roku w Bandungu.
Swój międzynarodowy debiut mieli na festiwalu Yamaha Band Explosion w Tokio, a ich pierwszy album wyszedł w 1986 roku.
Skład grupy zmieniał się wielokrotnie. Pierwotnie w skład formacji weszli basista Pra Budidharma, gitarzysta Donny Soehendra, pianista Dwiki Dharmawan i perkusista Budhy Haryono. Później do zespołu dołączył Indra Lesmana jako klawiszowiec jazzowy, a Gilang Ramadhan zastąpił perkusistę Budhy’ego Haryono. Na miejsce wokalistki wstąpiła Trie Utami.
W swojej twórczości łączą elementy różnych stylów muzycznych. Po festiwalu jazzowym w Dżakarcie w 1993 roku zespół przeszedł przemianę gatunkową, przeskakując z pop-jazzu na tradycyjną muzykę indonezyjską (z zachodniej Jawy).
Ich nowszy skład przedstawia się następująco: Dwiki Dharmawan, Pra Budi Dharma, Nya Ina Raseuki (Ubiet), Ade Rudiana, Yoyon Dharsono, Zainal Arifin, Gerry Herb.
Występowali w Indonezji, Malezji, Japonii i Chinach oraz wydali osiem albumów, których sprzedaż sięgała setek tysięcy egzemplarzy.
Do znanych utworów zespołu należą: „La Samba Primadona”, „Kau Datang”, „Gemilang”, „Sekitar Kita”.

## Dyskografia
- 1986: Krakatau (First Album)
- 1987: Krakatau (Second Album)
- 1989: Kau Datang (singiel)
- 1990: Kembali Satu
- 1992: Let There Be Life
- 1994: Mystical Mist
- 2000: Magical Match
- 2005: Rhythm of Reformation
- 2006: 2 Worlds